# Mura di San Gimignano
Le mura di San Gimignano sono un'opera di architettura militare risalente al XIII secolo.

## Storia

### Primo tracciato
La prima cinta muraria della città risale al 998 ed era situata tra il poggio di Montestaffoli, dove già esisteva una rocca sede di mercato di proprietà del vescovo di Volterra, e il poggio della Torre con il castello vescovile.
Di questo primo tracciato restano alcuni archi, antiche porte cittadine, che ancora oggi si innalzano nel tessuto cittadino. L'antico tracciato misurava 1.108 metri e partiva ai piedi di Montestaffoli ed arrivava nei pressi della chiesa di San Bartolo, accanto alla quale si apre ancora il doppio Arco della Cancelleria, che un tempo costituiva l'uscita settentrionale del castello; declinava poi lungo via Capassi per girare lungo l'attuale via Santo Stefano. da qui costeggiava via degli Innocenti arrivando in prossimità della piazza della Cisterna (dove ancora oggi si trova il grande arco dei Becci, ex-portale); infine risaliva lungo via del Quercecchio chiudendosi in prossimità dei Montestaffoli.

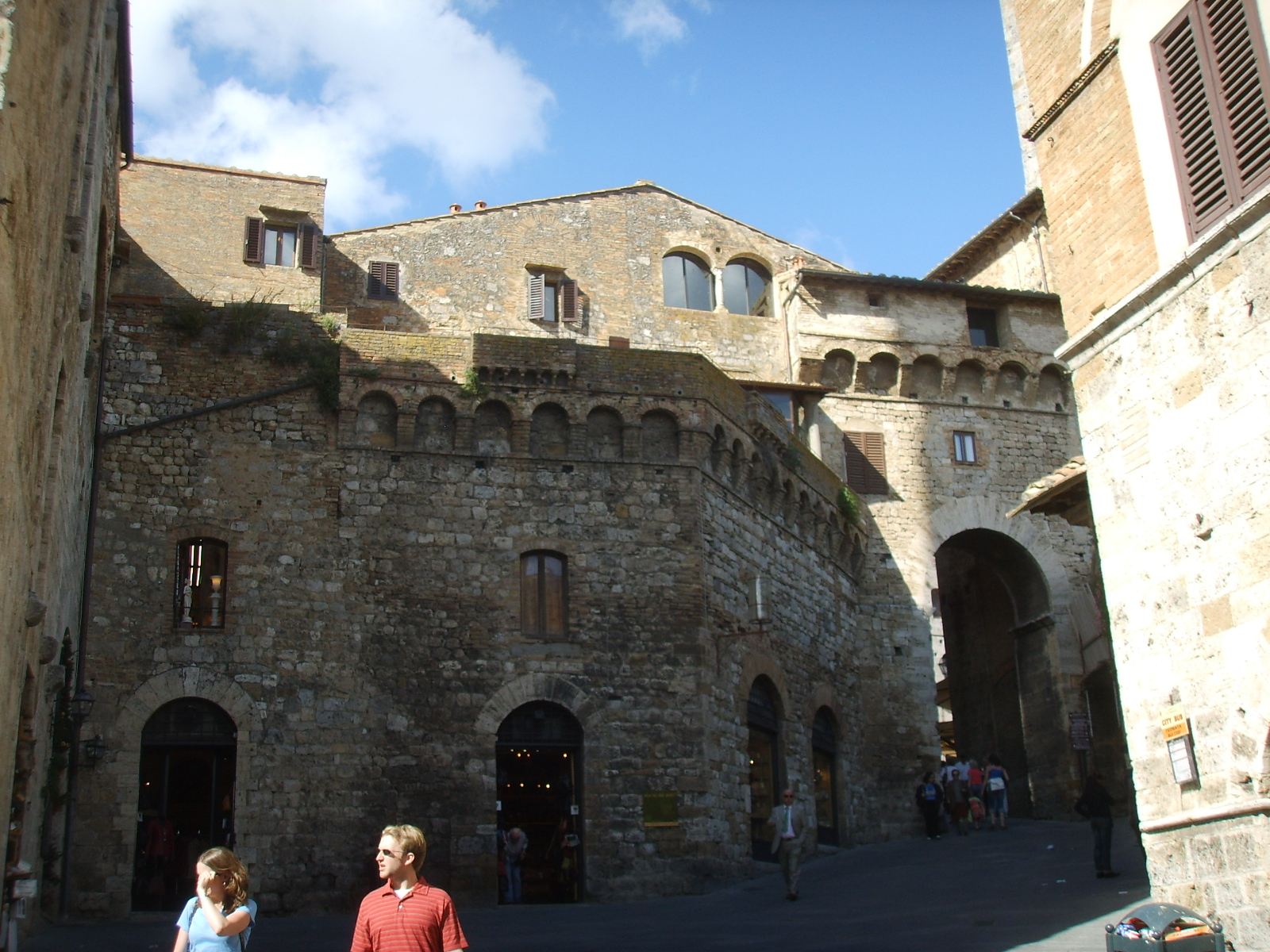
Arco dei Becci
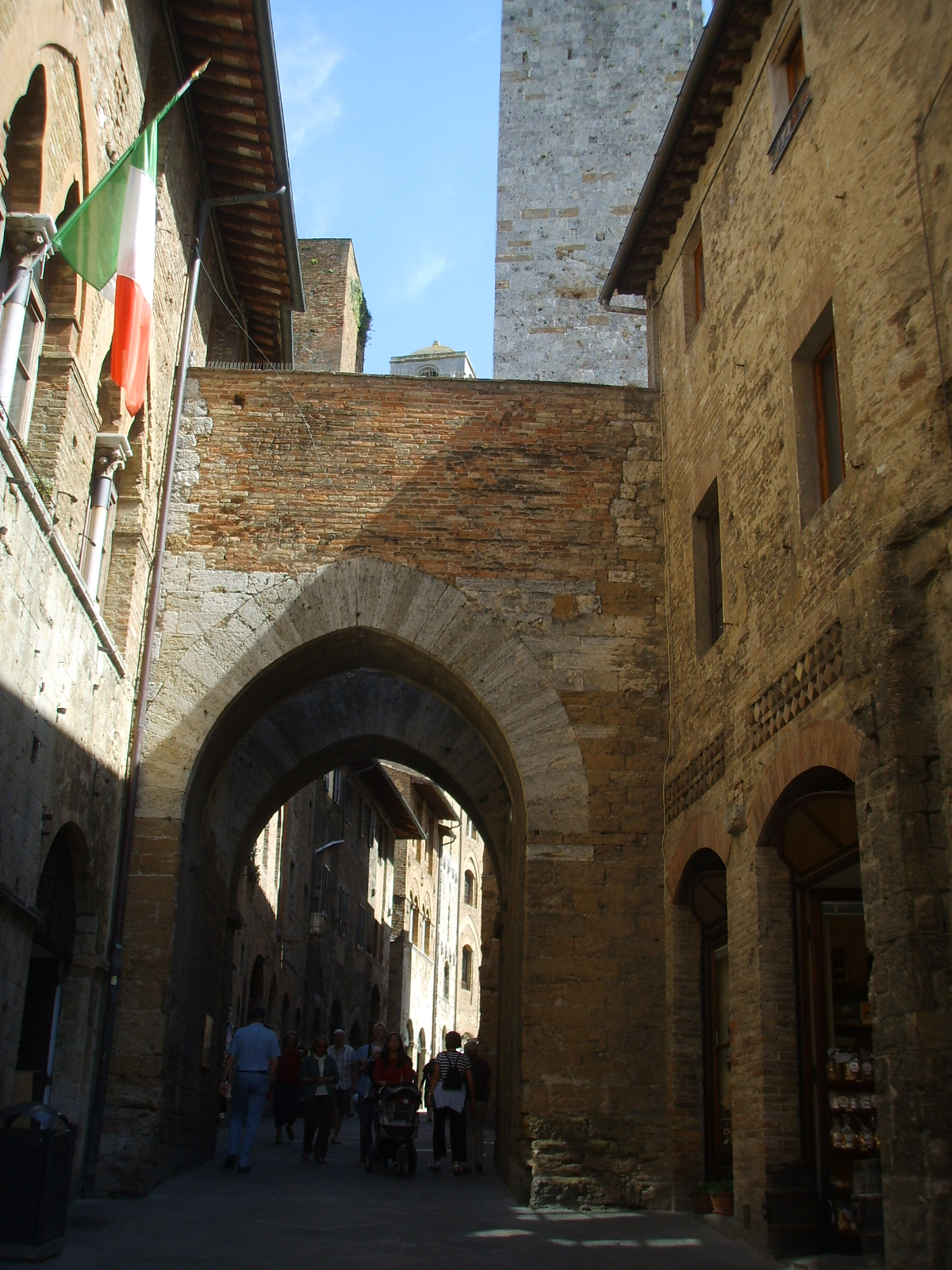
Arco della Cancelleria

### Secondo tracciato

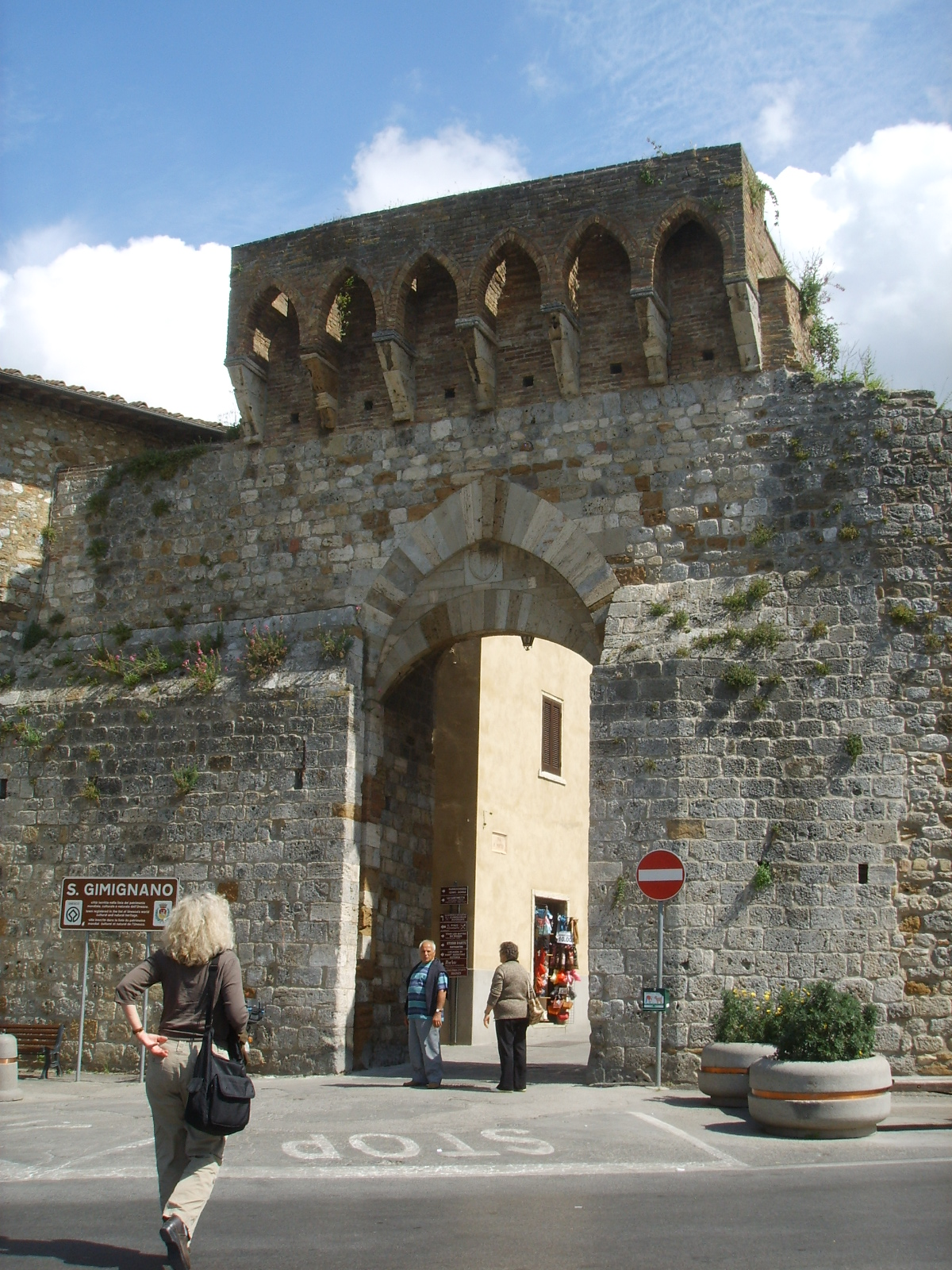
Porta San Matteo

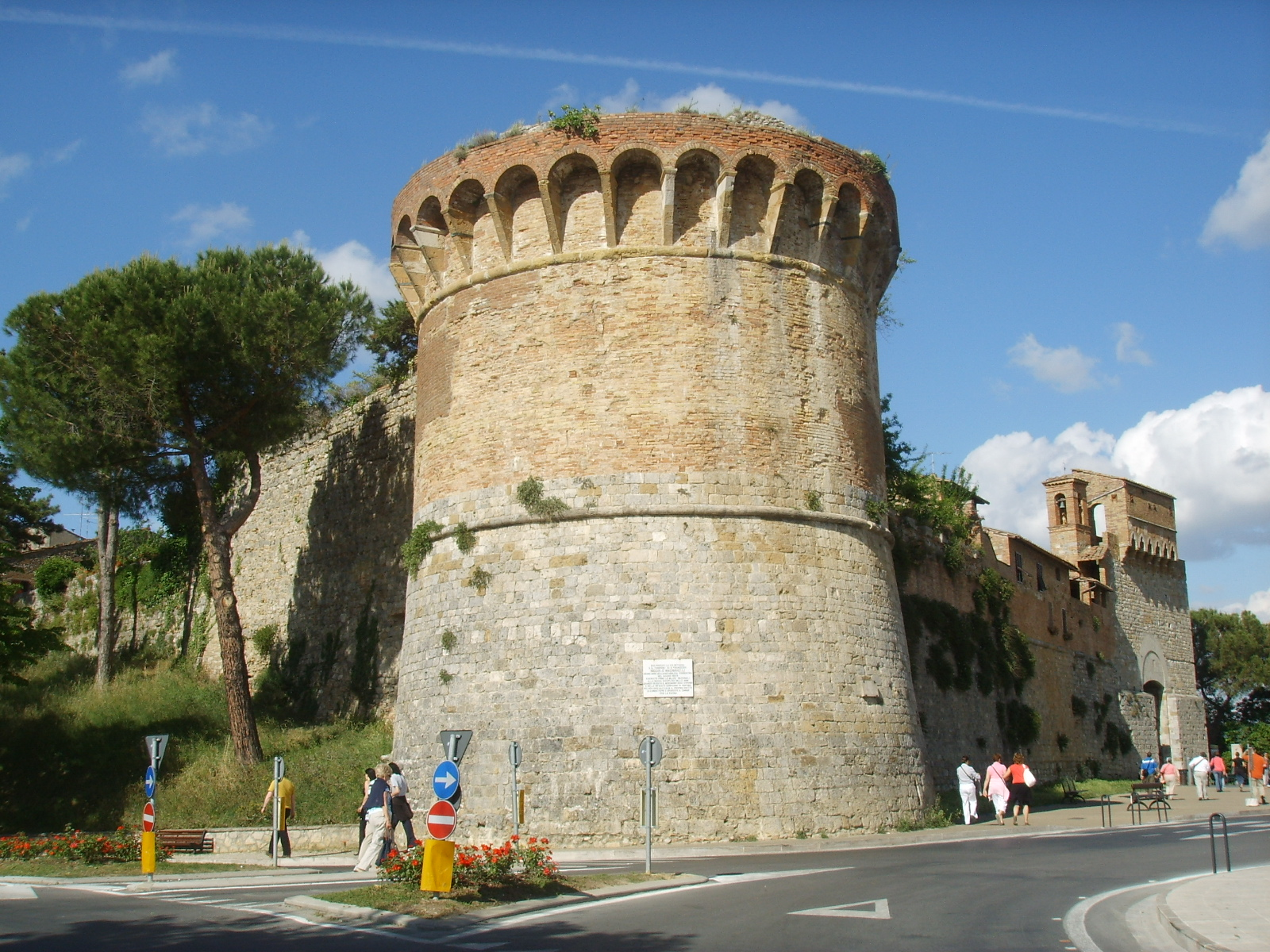
Bastione San Francesco e (a destra) Porta San Giovanni

Nel XII secolo, grazie al fiorire dei commerci, aiutati anche dal passaggio della via Francigena, si erano formati due borghi lungo la direttrice nord-sud: quello di San Matteo, verso Pisa, e quello di San Giovanni, verso Siena, entrambi lungo una nuova "via maestra", che vennero inglobati nelle mura con il nuovo tracciato completato nel 1214.
Nel 1251 le mura inglobarono Montestaffoli, ma pochi anni dopo, nel 1255, la città venne presa dai guelfi di Firenze che ordinarono la distruzione delle mura. Riacquistata l'indipendenza nel 1261 e tornata la supremazia ghibellina dopo la battaglia di Montaperti, i sangimignanesi ricostruirono le mura ricalcando il tracciato precedente, aggiungendo però per la prima volta il poggio della Torre a ovest, secondo la conformazione ancora oggi esistente.
Nel 1353 i fiorentini costruirono la Rocca di Montestaffoli e tra la fine del XV l'inizio del XVI secolo vennero eretti i cinque bastioni a base circolare del diametro di circa 13 metri ciascuno, per aggiornare la fortificazione secondo le nuove necessità introdotte dall'uso delle armi da fuoco.

## Tracciato
Le mura sono lunghe 2.176 metri e vi si aprono cinque porte principali (in senso orario da sud):
- Porta San Giovanni (sulla via Francigena verso Siena)
- Porta Quercecchio (dalle forme più semplici)
- Porta San Matteo (sulla Francigena verso Pisa)
- Porta San Jacopo
- Porta delle Fonti

Escludendo la Porta Quercecchio, in corrispondenza di ciascuna porta era situata una delle quattro contrade cittadine: di Castello, di Piazza, di San Giovanni e di San Matteo.
Nei pressi della Porta San Giovanni si trova il grande Bastione San Francesco. Tra la Porta Quercecchio e la Porta San Matteo, nel punto più alto della città, si trova la Rocca di Montestaffoli, che offre un'ampia vista della città e della campagna circostante.